# القرية العصرية (العراق)
القرية العصرية أو ما تسمى محلياً (الحصوة) هي إحدى مناطق شمال بابل،هي منطقة تابعة لناحية الاسكندرية التابعة  لقضاء المسيب، حيث تبلغ مساحتها حوالي 7 كم2. يتوسط المدينة جسر يربط محافظة بغداد مع وسط وجنوب العراق.

## الموقع
تقع المدينة في وسط العراق تقريباً، بالقرب من ناحية الإسكندرية، وتبعد حوالي 50 كم شمال محافظة بابل، وتبعد عن بغداد حوالي 40 كم، بالقرب من قضاء المحاويل، يقطع المدينة الشارع الرئيسي بغداد - الحلة بشكل طولي، ويتفرع منه طريق باتجاه ناحية الإسكندرية، الذي يمتد إلى مدينة المسيب ومحافظة كربلاء.

## التسمية
تسمى المدينة بالاسم الرسمي بـ (القرية العصرية)، أما التسمية المحلية لها هي (الحصوة)، نسبة إلى موقع أثري على شكل تلة متكونة من الحصى، يقع بالقرب من حي الشهداء، قرب الطريق الواصل بين بغداد ومدينة الحلة.

## الجغرافية
تشتهر المدينة بالزراعة، وتعتبر من المدن النامية والقابلة للاستثمار، حيث تتطور بشكل سريع وقوي خصوصاً في الجانب الزراعي وذلك لوفرة المياه القادمة من نهر الفرات عن طريق نهر الإسكندرية، يسكن المدينة العديد من العشائر العراقية العربية، ولكن الاغلبية هم من عشيرتي الجنابيين والجبور.

## الأحياء السكنية
تحتوي المدينة على العديد من الأحياء السكنية والمقاطعات الزراعية، منها:
- حي الانتصار 1
- حي الانتصار 2
- حي الزهراء
- حي الشهداء
- حي الأنوار
- حي الانتفاضة
- حي الأمير
- حي الإعلام
- حي عداي

## المشاكل الأمنية
المنطقة تواجه العديد من التحديات والمصاعب، بسبب التنوع السكاني، حيث عانت المدينة من الأحداث التي مر بها العراق بعد الاحتلال الأمريكي، وحدثت فيها الكثير من الحروب الطائفية، وأبرزها هو تفجير ملعب الحصوة في عام 2016، الذي راح ضحيته أكثر من 40 قتيل وحوالي 105 جريح. والانتحاري الذي فجر نفسه في إحدى دور العبادة في المدينة، الذي أدى إلى مقتل 8 مدنيين، وجرح 34 شخصاً وأضرار بالمبنى. وأيضًا المشاجرة التي حدثت في سوقها التجاري عام 2021، التي راح ضحيتها شخصين.